# Francis Notenboom
Francis Notenboom (Essen, 9 augustus 1957) is een Belgisch voormalig boogschutter.

## Levensloop
Notenboom behaalde goud op de Wereldspelen van 1989 in het Duitse Karlsruhe en zilver op de Wereldspelen van 1985 in het Britse Londen in het onderdeel 'recurve'.
Tevens nam hij deel aan de Olympische Zomerspelen van 1988 in het Zuid-Koreaanse Seoel, alwaar hij met Patrick De Koning en Paul Vermeiren 15e eindigde in het onderdeel 'team' en 'individueel' 53e werd.
Hij runt een onderneming die bogen produceert. Zo werd de Italiaan Michele Frangilli in 2006 in het Zweedse Göteborg wereldkampioen met een boog uit zijn bedrijf.